# Mittelbronn
Mittelbronn ist eine französische Gemeinde mit 642 Einwohnern (Stand 1. Januar 2022) im Département Moselle in der Region Grand Est (bis 2015 Lothringen). Sie gehört zum Kanton Phalsbourg im Arrondissement Sarrebourg-Château-Salins und ist Sitz des Gemeindeverbands Pays de Phalsbourg.

## Geografie
Mittelbronn liegt etwa 14 Kilometer nordöstlich von Sarrebourg und unmittelbar westlich von Phalsbourg nahe der engsten Stelle der Vogesen auf einer Höhe zwischen 249 und 347 m über dem Meeresspiegel. Zur Gemeinde Mittelbronn gehört auch der Weiler Schnekenhof (Schneckenhof).

## Geschichte
Der Ort wurde urkundlich erstmals 1523 erwähnt und zählte nach den Verwüstungen des Dreißigjährigen Krieges nur noch fünf Einwohner. Mittelbronn gehörte ab 1661 zu Frankreich, wurde dann durch den Frieden von Frankfurt 1871 deutsch und nach dem Ersten Weltkrieg wieder französisch. Auch in der Zeit des Zweiten Weltkriegs war die Region wieder unter deutscher Verwaltung.
Auf dem Gemeindewappen findet sich in der oberen Hälfte mit dem Sechsberg das Wappen der Familie Landsberg, die die Herrschaft über Mittelbronn vom 13. bis zum 16. Jahrhundert besaßen. Die Fontäne (Brunnen) symbolisiert den Ortsnamen.
Siehe auch: Jüdische Gemeinde Mittelbronn.
| Jahr      | 1962 | 1968 | 1975 | 1982 | 1990 | 1999 | 2007 | 2019 |
| Einwohner | 513  | 552  | 641  | 614  | 556  | 639  | 675  | 689  |

## Sehenswürdigkeiten
- Kirche Saint-Martin mit Statuen aus Sandstein

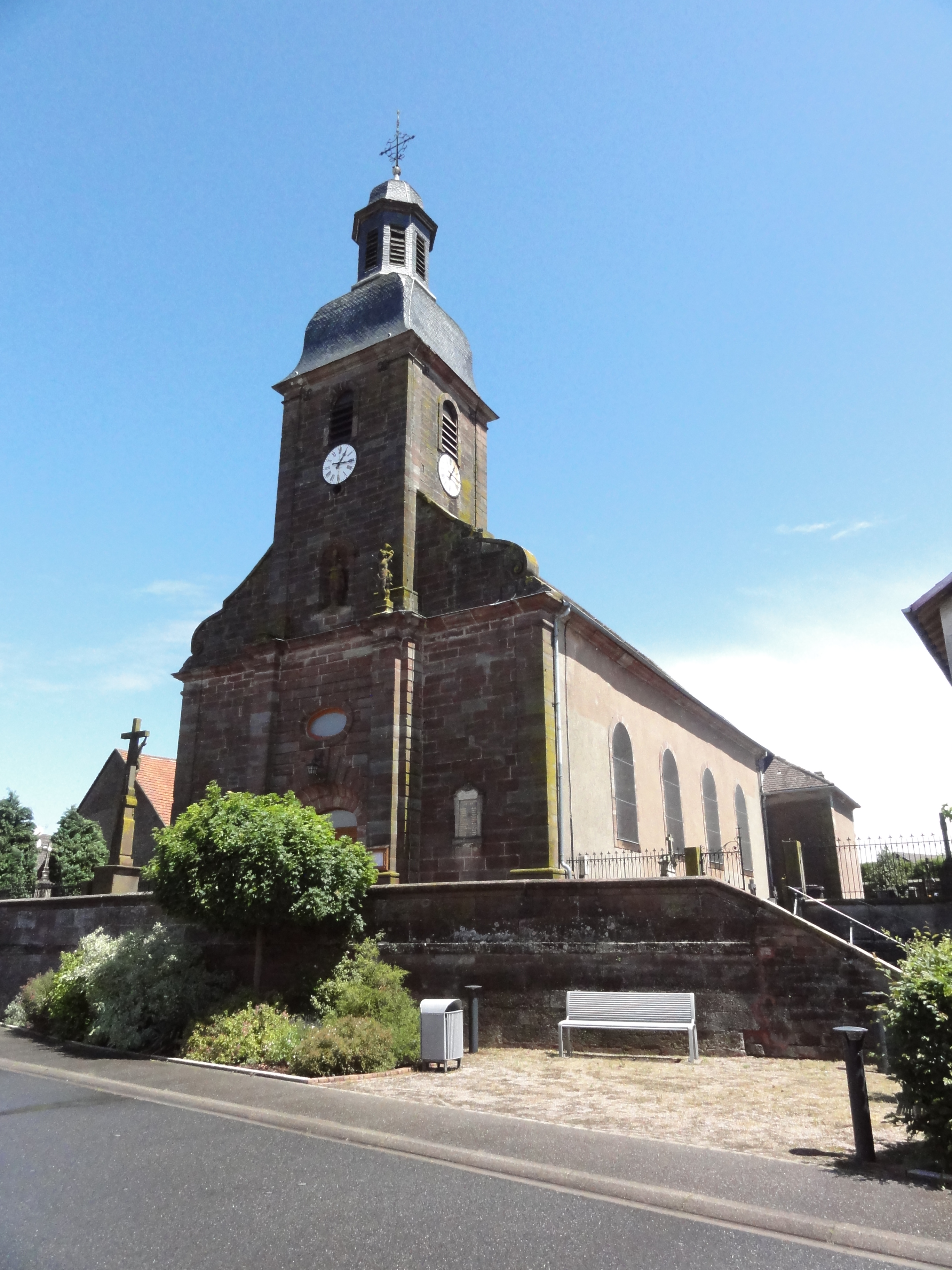
Kirche Saint-Martin
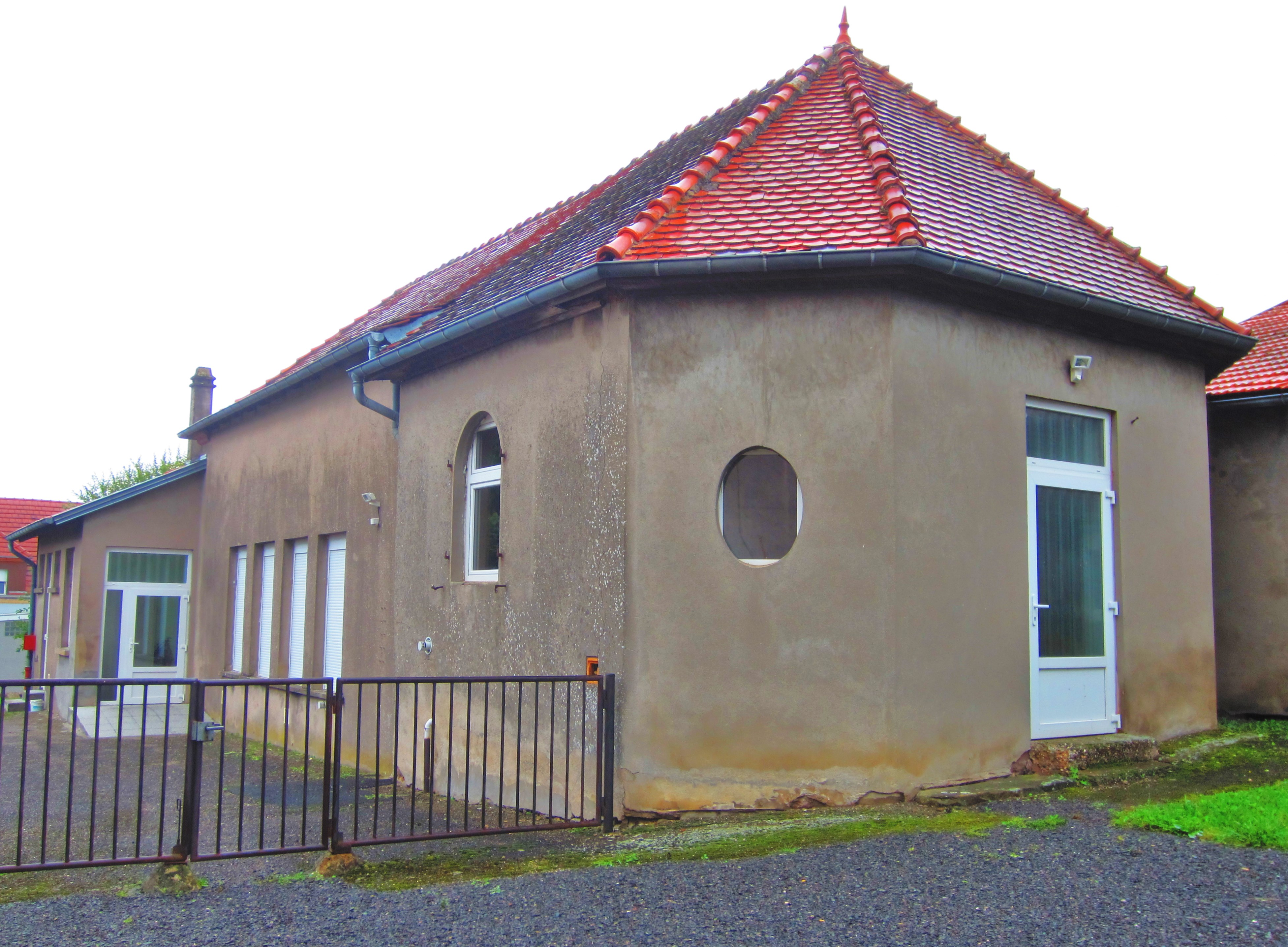
Synagoge
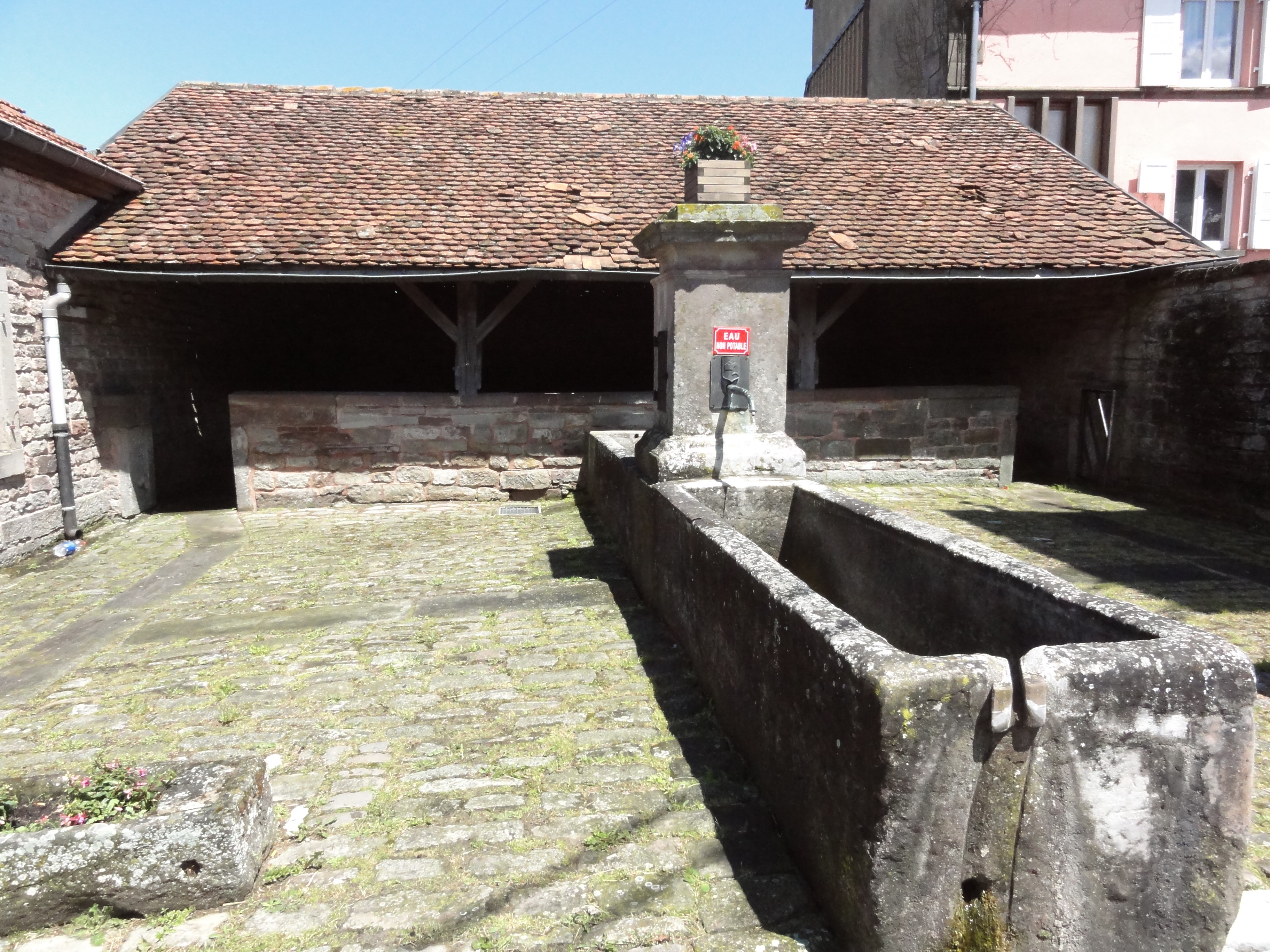
Ehemaliges Waschhaus
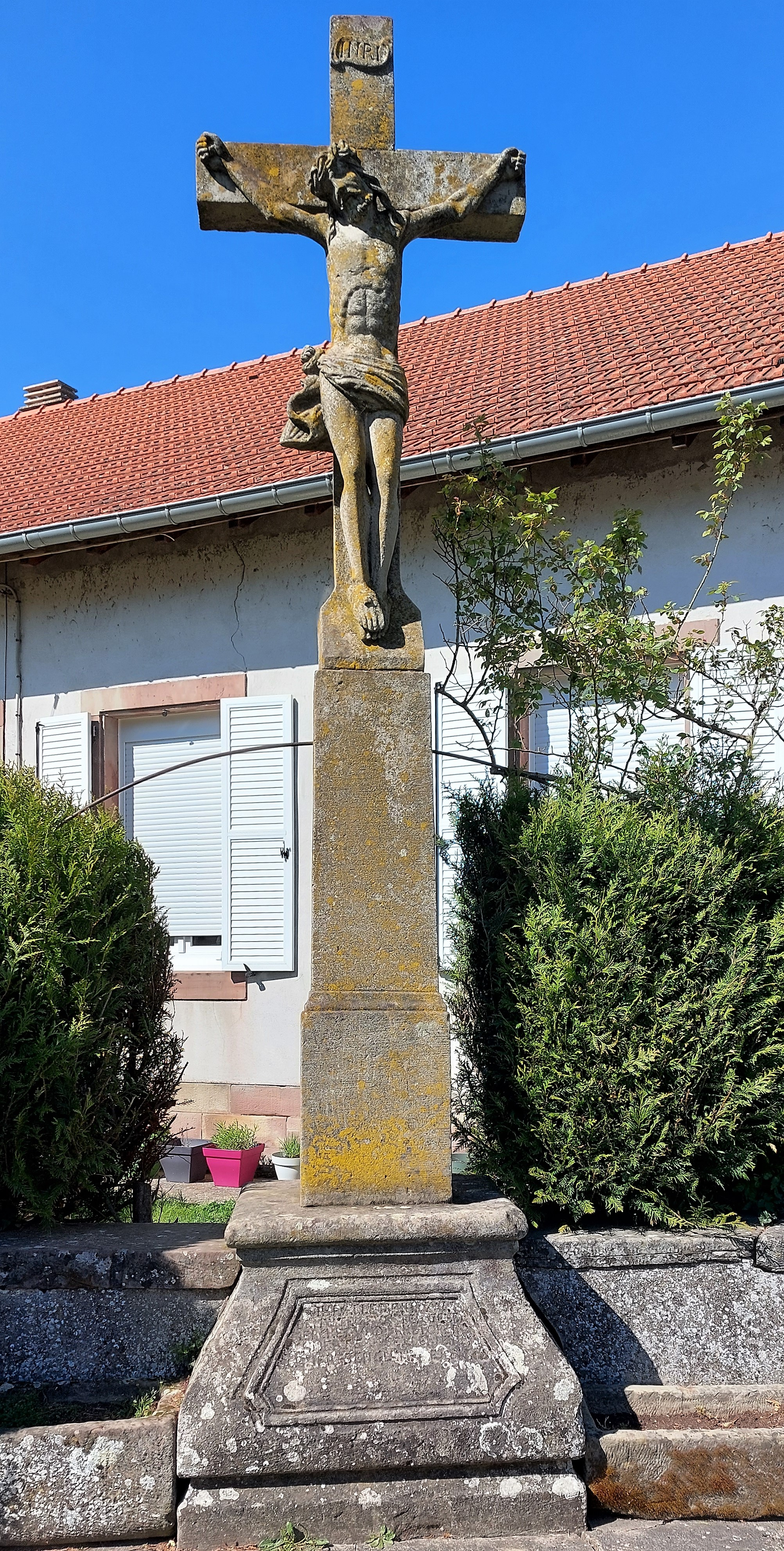
Kruzifix
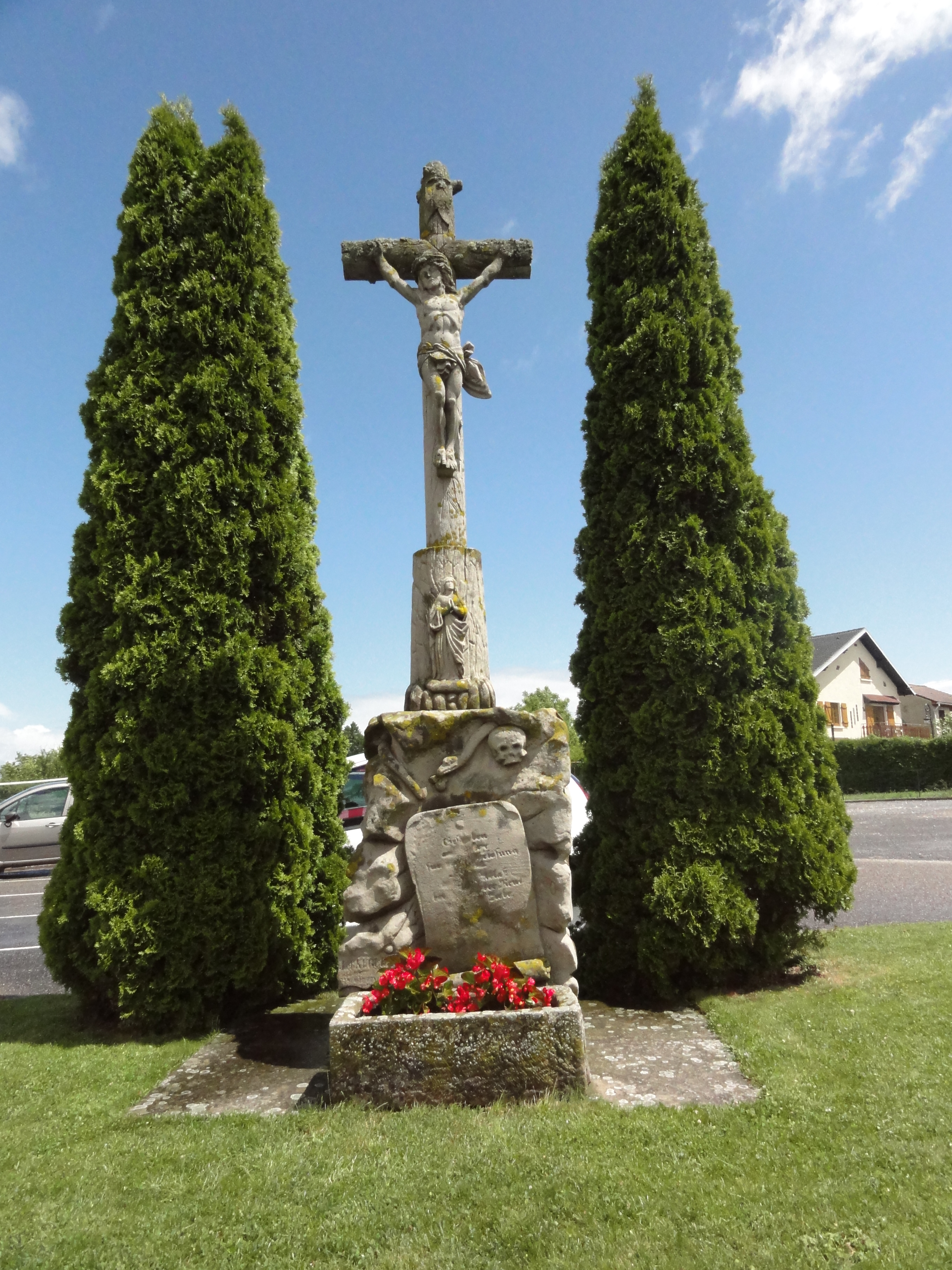
Wegkreuz
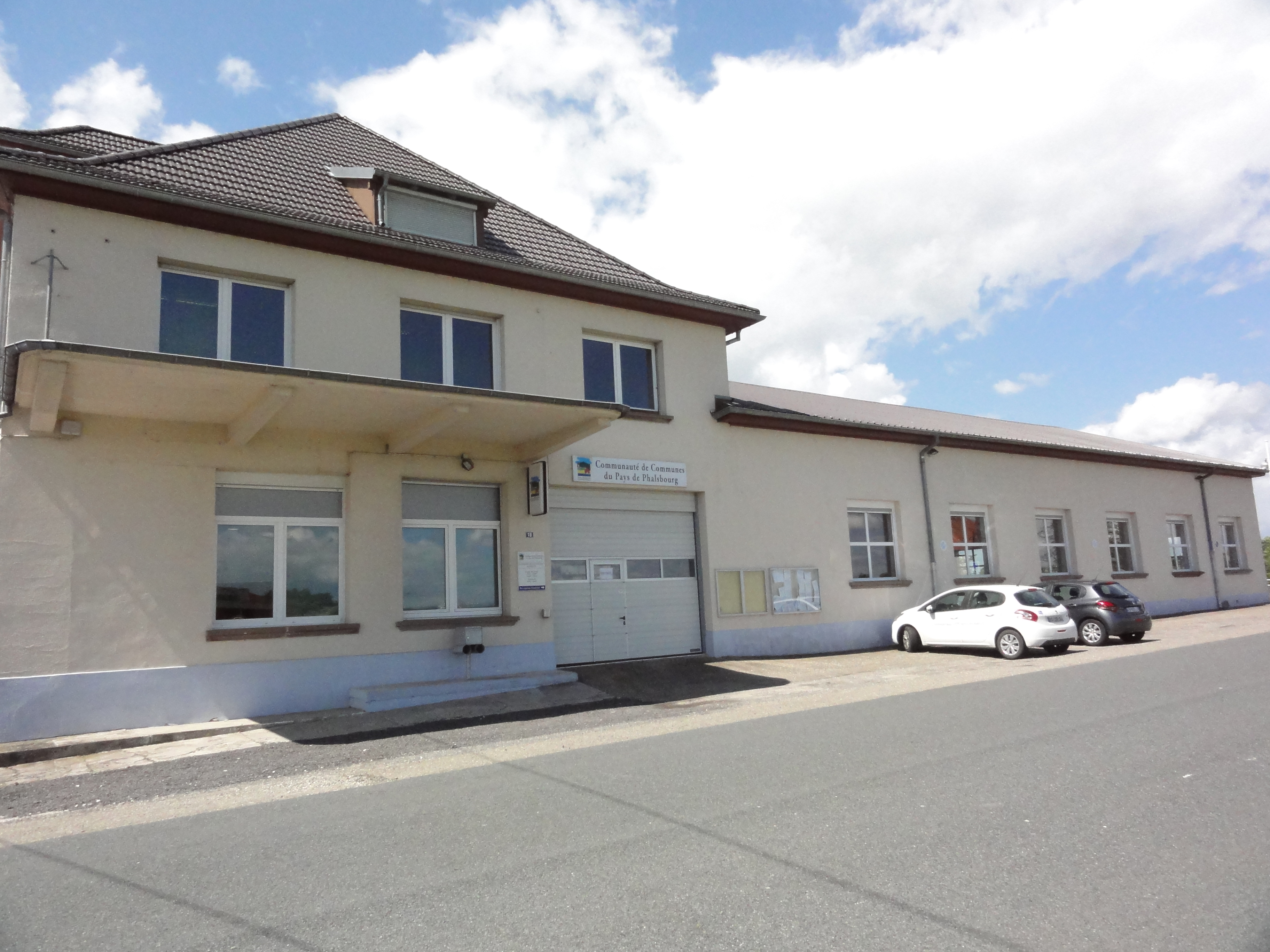
Sitz des Gemeindeverbands Pays de Phalsbourg

## Belege
1. ↑  Wappenbeschreibung auf genealogie-lorraine.fr (französisch)